# Abdul Zubairu
Abdul Musa Zubairu (Kaduna, 3 ottobre 1998) è un calciatore nigeriano, centrocampista dello Zemplín Michalovce.

## Caratteristiche tecniche
Centrocampista box-to-box, abile nell'impostazione della manovra offensiva e dotato di un'ottima visione di gioco, per le sue caratteristiche è stato paragonato a N'Golo Kanté.

## Carriera
Cresciuto nella GBS Academy, nel gennaio del 2017 si trasferisce all'AS Trenčín.

## Statistiche

### Presenze e reti nei club
Statistiche aggiornate all'8 gennaio 2019.
| Stagione          | Squadra           | Campionato        | Campionato | Campionato | Coppe nazionali | Coppe nazionali | Coppe nazionali | Coppe europee | Coppe europee | Coppe europee | Altre coppe | Altre coppe | Altre coppe | Totale | Totale |
| Stagione          | Squadra           | Comp              | Pres       | Reti       | Comp            | Pres            | Reti            | Comp          | Pres          | Reti          | Comp        | Pres        | Reti        | Pres   | Reti   |
| ----------------- | ----------------- | ----------------- | ---------- | ---------- | --------------- | --------------- | --------------- | ------------- | ------------- | ------------- | ----------- | ----------- | ----------- | ------ | ------ |
| gen.-giu. 2017    | AS Trenčín        | SL                | 12         | 1          | CS              | 1               | 0               | UEL           | -             | -             | -           | -           | -           | 13     | 1      |
| 2017-2018         | AS Trenčín        | SL                | 16         | 0          | CS              | 1               | 0               | UEL           | 2             | 0             | -           | -           | -           | 19     | 0      |
| 2018-2019         | AS Trenčín        | SL                | 14         | 0          | CS              | 4               | 0               | UEL           | 7             | 0             | -           | -           | -           | 25     | 0      |
| Totale AS Trenčín | Totale AS Trenčín | Totale AS Trenčín | 42         | 1          |                 | 6               | 0               |               | 9             | 0             |             | -           | -           | 57     | 1      |
| Totale carriera   | Totale carriera   | Totale carriera   | 42         | 1          |                 | 6               | 0               |               | 9             | 0             |             | -           | -           | 57     | 1      |